# 엑조세

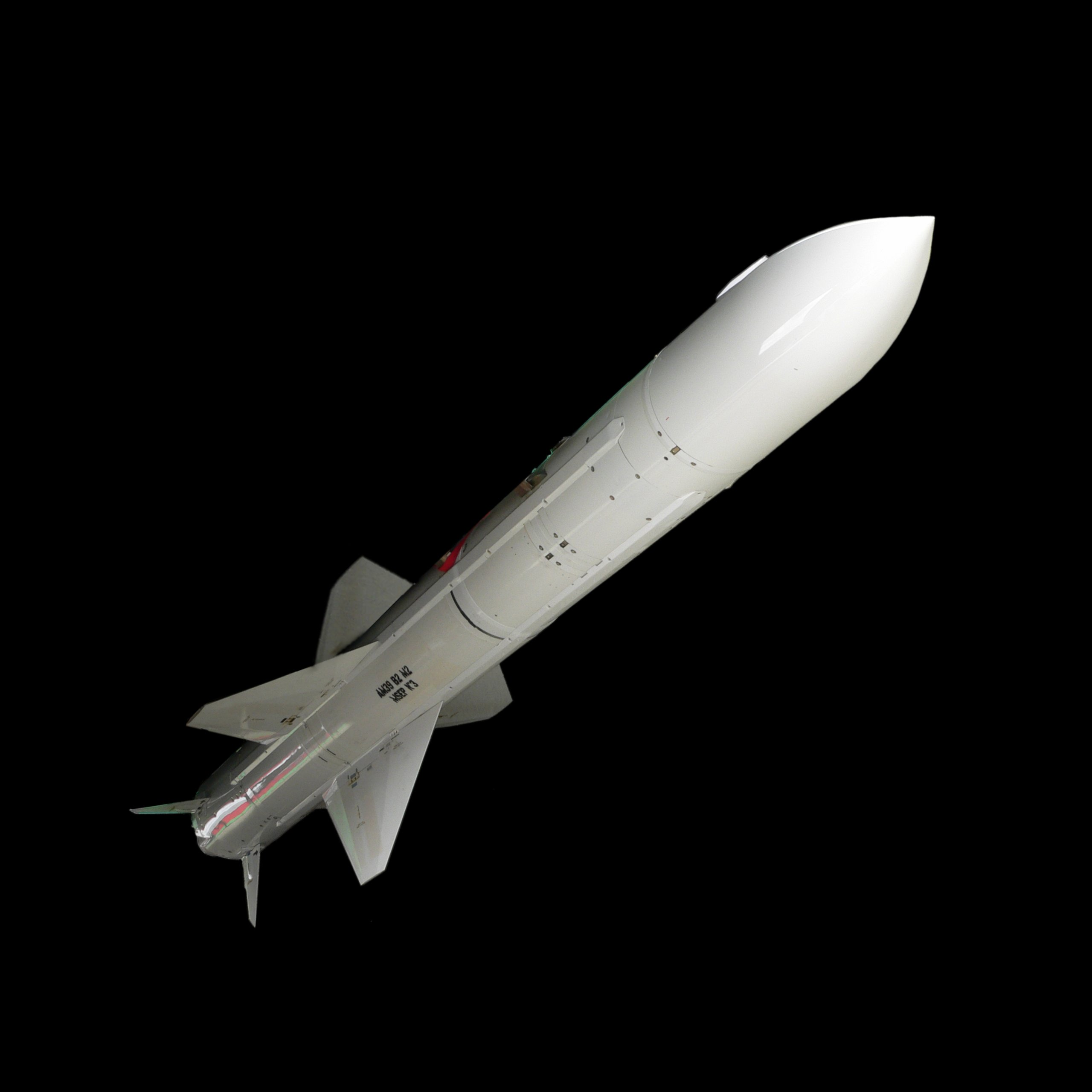
에그조세

엑조세(프랑스어: Exocet) 미사일은 프랑스의 대함 미사일이다. Exocet는 'flying fish(날치)'라는 의미의 프랑스어다. 대함미사일 개발사에 큰 영향을 미친 사건으로 2가지를 손꼽는데 그 첫 번째가 이집트 해군이 구소련제 SS-N-2 스틱스(Styx) 대함미사일로 이스라엘 해군의 3000t급 구축함 아일라트호를 격침시킨 스틱스 쇼크고 두번째가 바로 포클랜드 전쟁 당시의 엑조세 스톰이다.
하푼과 동일하게 잠수함의 21인치(533mm) 어뢰관에서 발사할 수 있으며, 선박, 헬리콥터 및 고정익 항공기, 해안 포대(coastal batteries)에서 다양한 버전을 활용할 수 있다.

## 개발배경
엑조세은 유럽의 미사일 회사인 MBDA에 의해 제작되었다. 1967년 Nord에 의해 MM38이라는 이름의 대함무기로 개발이 시작되었다. 몇 년 후, Airospatiale와 Nord는 합병되었다. 기본적인 차체 디자인은 Nord AS-30 공대지 전술 미사일을 기반으로 했다. 함대함 MM38은 1975년에 배치했고, 공대함 AM39 엑조세는 1974년에 개발을 시작하여 5년 후인 1979년 프랑스 해군에 배치되기 시작했다.
상대적으로 소형인 이 미사일은 소형 군함(예: 호위함, 초계함, 구축함)을 공격하기 위해 설계되었지만, 다중 타격은 항공모함과 같은 더 큰 선박에 효과적이다. 그것은 비행 중 관성적으로 유도되고 비행 중 늦게 표적을 찾고 명중하기 위해 활성 레이더를 켠다. 표적 주변의 방공망에 대한 대책으로, 그것은 해수면에서 1-2미터 위에 머물면서 인바운드하는 동안 매우 낮은 고도를 유지한다. 레이더 지평선의 효과 때문에, 이것은 미사일이 충격으로부터 단지 6,000 미터 (3.7 마일)에 이르기 전까지 표적이 들어오는 공격을 감지하지 못할 수도 있다는 것을 의미한다. 이것은 반응을 위한 시간을 거의 남기지 않고 근접 무기 시스템 (CIWS)의 설계를 자극했다.
그것의 고체 추진제 로켓모터는 엑조세의 최대 사거리를 70km(43 마일)로 늘려준다. 그것은 고체 추진제 부스터와 미사일의 사거리를 180km(110 마일) 이상으로 연장하는 터보제트 유지기 엔진으로 블록 3 MM40 함대함 발사 버전으로 대체되었다. 잠수함 발사 버전은 미사일을 발사 캡슐 안에 넣었다.
지금은 엑조세를 대체할 미래 크루즈/대함 무기가 개발 중이다.

### MM40 블록 3
2004년 2월, 프랑스 방위사업청(DGA)은 MBDA와 MM40 블록 3의 설계와 생산을 위한 계약을 체결했다고 밝혔다. 사거리가 180km로 늘어났다. 높은 G 기동을 위해 공기흡입구가 4개로 늘어났다. GPS를 사용해 항로 설정을 할 수 있어서 대지 목표물과 대함 목표물을 모두 공격할 수 있다. 이전의 MM40 블록 2 엑조세보다 가벼워졌다. en:Microturbo TRI 40 터보젯 엔진을 사용한다.
2008년 12월, 프랑스 해군은 기존 구축함의 블록 2 엑조세 미사일을 교체하기 위해 블록 3 엑조세 45발을 주문했다. 호라이즌급 구축함과 아키텐급 구축함이다.
2007년 4월 25일, 인증을 받기 위한 MM40 블록 3의 마지막 시험 발사를 했다. 2008년 10월부터 대량생산하기 시작했다. 2010년 3월 18일, 구축함에 실전배치된 후 최초로 발사했다.

## 제원
- 실전배치: 1975년(하푼은 1977년 실전배치)
- 길이: 4.7m
- 날개폭: 1.1 m
- 무게: 670 kg
- 사거리: 70–180 km
- 탄두중량: 165 kg
- 속도: 초속 315 m(마하 0.92)

## 실전 사용

### 포클랜드 전쟁
엑조세 스톰이란 1982년 5월 4일 포클랜드 분쟁 당시 아르헨티나 해군의 쉬페르 에탕다르 전투기에서 발사된 엑조세 대함 미사일 공격에 당시 영국 해군이 자랑하던 5,000t급 최신예 방공구축함 셰필드함이 격침된 사건을 말한다.
같은해 5월 25일 15,000톤급 상선 아틀란틱 컨베이어호에 두 발의 엑조세가 날아왔으며 1발은 요격성공했으나 나머지 1발에 피격되었다. 두 발의 MM38 함대함 미사일이 전 미국 해군 알렌 M. 섬너급 구축함이었던 구축함 ARA 세귀이호에서 제거되어 육상용으로 급조된 발사대로 옮겨졌다. 미사일은 1982년 6월 12일 발사되었고, 한 대는 구축함 HMS 글래모건을 타격했다.

### 이란-이라크 전쟁

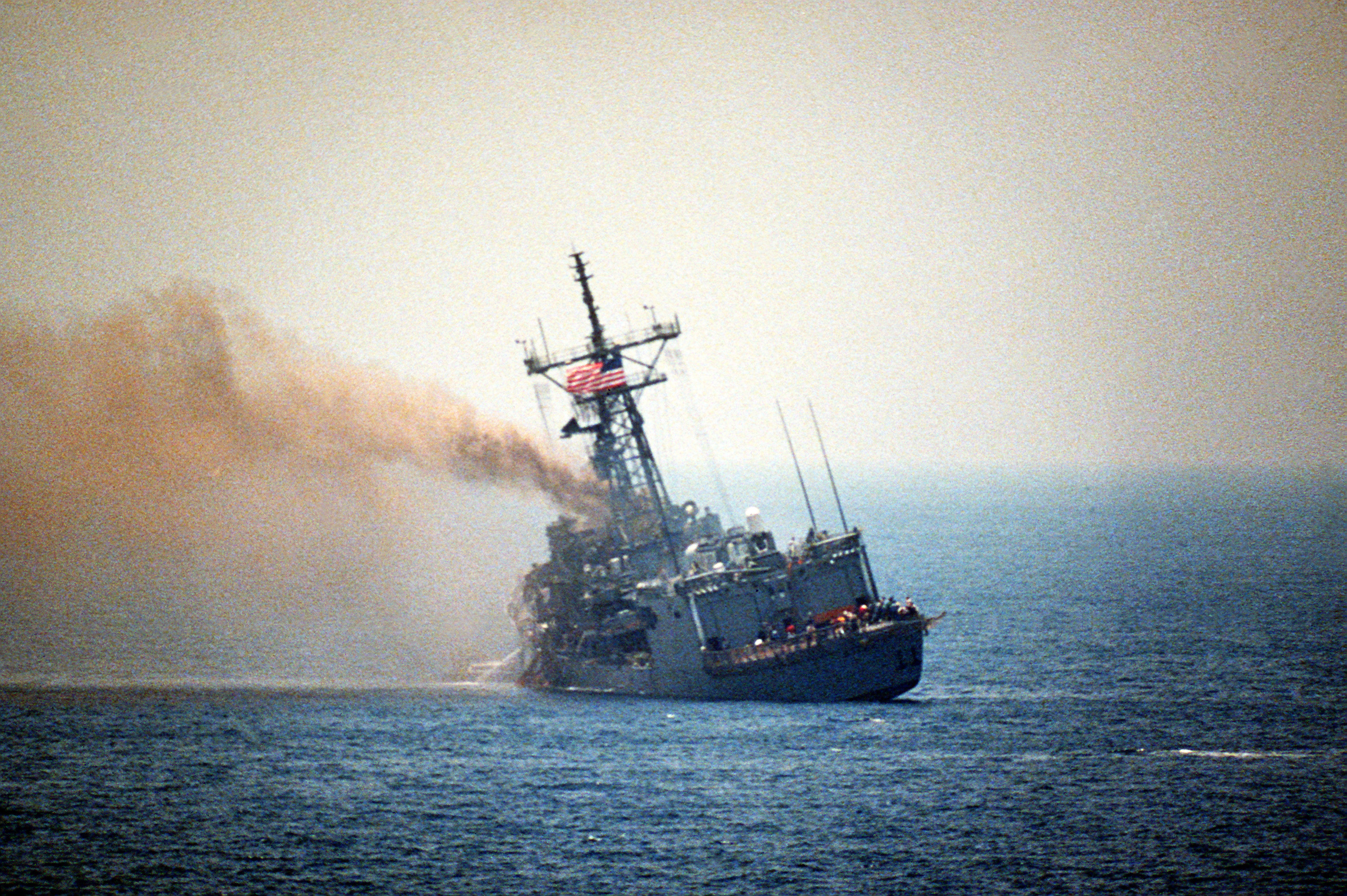
1987년 이라크 전투기의 엑조세 미사일에 피격된 USS Stark호

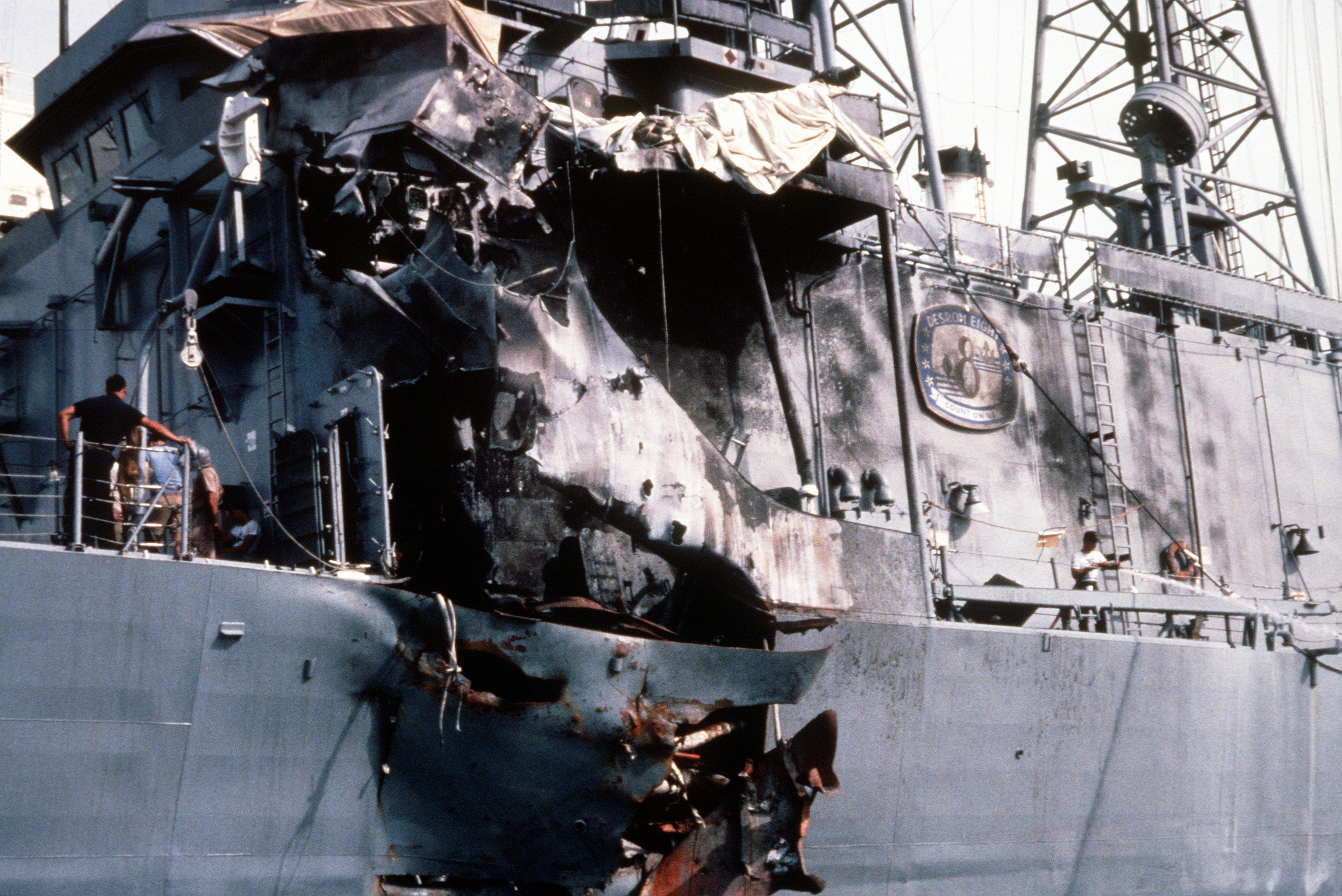
USS Stark의 선체 및 상부 구조 손상

이라크는 이란-이라크 전쟁 기간 동안, 200발 정도의 전투기 발사형 엑조세를 이란 선박에 발사했다.
1987년 5월 17일, 이라크 다소 미라주 F1의 조종사는 실수로 동맹국인 미해군 프리깃함 스타크호를 공격했다. 엑조세 2발이 발사되었고 스타크호는 대공방어를 위해 어떤 무기도 발사되지 않아서 미사일에 피격되어 CIC(전투 정보 센터, 작전실)가 파괴되었으며, 37명이 사망하고 21명이 부상하는 등 막대한 피해가 발생했다. 불행 중 다행으로, 엑조세 미사일 두 발 중 하나가 불발되어 스타크호는 심각한 손상을 입었음에도 침몰하지는 않았다. 조종사는 즉시 처형된 것으로 알려졌지만, 이라크는 공식적으로 부인했다.

## 운용국가

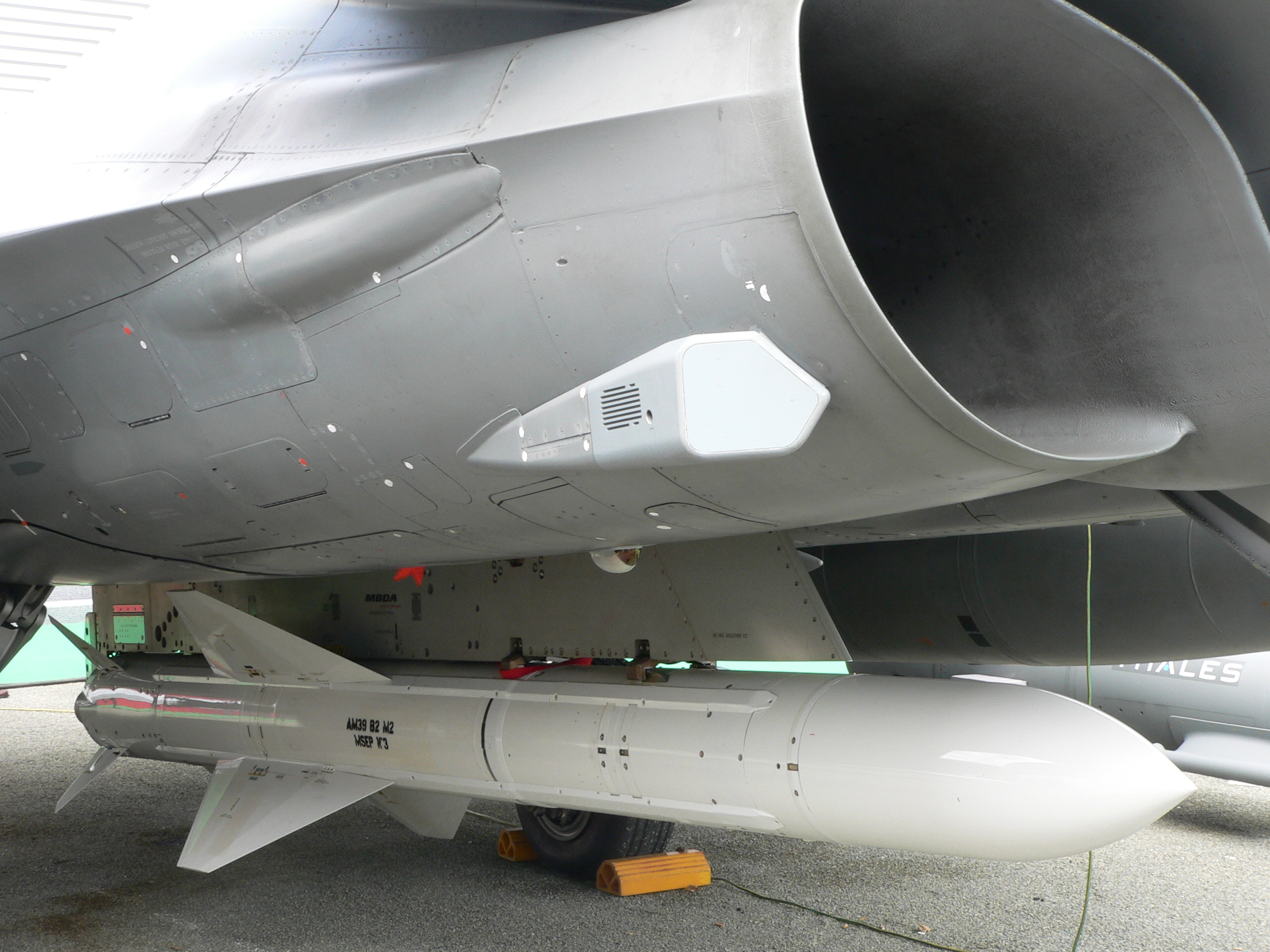
다소 라팔에 장착된 AM39 엑조세

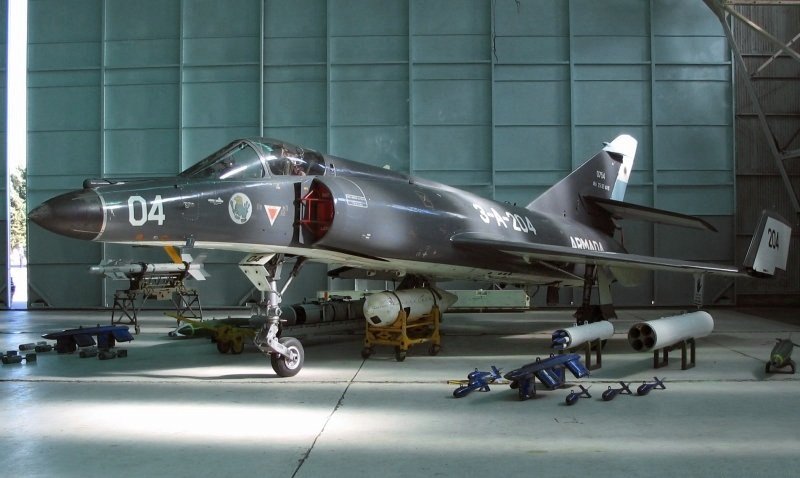
포클랜드 전쟁에서 수송선 아틀란틱 컨베이어 공격에 사용된 아르헨티나 제2해군 중대의 "수 204"(쉬페르 에탕다르

### 현재
- 아르헨티나
- 불가리아
- 브라질
- 칠레
- 콜롬비아
- 키프로스
- 에콰도르
- 이집트
- 프랑스
- 독일
- 그리스
- 인도네시아
- 이란
- 이라크
- 쿠웨이트
- 리비아
- 말레이시아
- 모로코
- 오만
- 파키스탄
- 페루
- 카타르
- 남아프리카 공화국
- 태국
- 튀르키예
- 아랍에미리트
- 우루과이

### 예전
- 벨기에
- 영국
- 조지아
- 베네수엘라
- 대한민국

## 대한민국 해군
1970년대 초반에 북한의 오사급 고속정 등에 맞서 대한민국 해군은 원래 미국제 하푼 미사일을 도입하려고 시도하였다. 그러나 미국과 일본의 견제로 도입이 불발되어 엑조세 도입으로 노선을 선회하였다.
다시 미국의 견제로 도입이 불발될 뻔 하였으나, 대한민국 정부가 국적 항공사인 대한항공이 프랑스를 중심으로 개발한 에어버스 A300 여객기를 구입하겠다는 제안을 하였다. 에어버스 A300 여객기 4대 구입을 조건으로 프랑스는 대한민국에 엑조세를 수출하게 되었다.
1975년 기러기급 고속정(PKMM)에 엑조세 미사일 탑재하였고, 11월에 있었던 해군기동 훈련 중 진행된 시험 발사시 박정희 당시 대통령이 직접 참관했다.
1984년 포항급 초계함 초기형 4척에 탑재했다. 2014년 12월 30일, 포항급 초계함 초기형인 경주함(PCC-758)과 목포함(PCC-759)이 퇴역하면서 더 이상 엑조세를 운용하는 함정이 없다.

## 같이 보기
- 하푼
- 해성 미사일
- SS-N-27 - 러시아의 대함미사일. 사거리 300 km